# Frdamane police
Frdamane police so gora z dvoglavim vrhom v Martuljški skupini Julijskih Alp. Višji je jugovzhodni vrh (2284 m), severozahodni meri 2274 mnm. Najlažji pristop na goro je po poti za Špik iz Krnice čez Kačji graben. Od poti na Špik se odcepi nezavarovana sled poti, ki vodi po krušljivem terenu. Ime gore izvira iz nemcizma »frdaman« (presnet, preklet).